# 松阪市立中川小学校
松阪市立中川小学校（まつさかしりつ なかがわしょうがっこう）は三重県松阪市の市立小学校。2024年4月1日現在の児童数は588人。

## 校区
嬉野中川町、嬉野天花寺町、嬉野宮古町、嬉野平生町、嬉野黒田町、嬉野野田町、嬉野見永町、嬉野中川新町1-4丁目

## 沿革
- 1873年（明治6年）7月10日 - 小川小学校が創立。小川村・黒田村・野田村・権現前村の児童は常念寺へ、天花寺村・宮古村・島田村の児童は宝積寺へ通学する。
- 1875年（明治8年）5月 - 平生村が学校区に加わる。
- 1876年（明治9年）3月 - 仮校舎に移転する。
- 1878年（明治11年）7月15日 - 六反田の新校舎へ移転。
- 1879年（明治12年）2月 - 権現前村が学校区から分離する。
- 1883年（明治16年）9月 - 小川尋常小学校に改称。
- 1887年（明治20年）
  - 4月 - 小川簡易授業所に改称。
  - 6月 - 小川尋常小学校に校名を戻す。
- 1889年（明治22年）2月 - 見永村（現・松阪市嬉野見永町）の児童の受け入れを開始。
- 1890年（明治23年）11月 - 中川尋常小学校に改称。
- 1891年（明治24年）4月3日 - 町屋に移転する。
- 1893年（明治26年）1月 - 補習科（2年制）を併設する。
- 1901年（明治34年）4月 - 高等科を併設し、中川尋常高等小学校に改称。
- 1907年（明治40年）10月20日 - 現在の校地に移転する。
- 1937年（昭和12年）6月 - 新校舎完成。
- 1941年（昭和16年）4月 - 中川村国民学校に改称。
- 1947年（昭和22年）4月 - 中川小学校に改称。
- 1955年（昭和30年）3月15日 - 市町村合併により嬉野町立中川小学校に改称。
- 1957年（昭和32年）3月 - 屋内体育館を竣工。
- 1965年（昭和40年）8月 - 旧豊地村役場の庁舎を移築し、特別教室とする。
- 1975年（昭和50年）3月 - 児童数急増によりプレハブ校舎を設置。
- 2005年（平成17年）1月1日 - 市町村合併により松阪市立中川小学校に改称。
- 2006年（平成18年）8月 - 校舎の耐震補強工事を実施[2]。
- 2023年（令和05年）7月 - 第一棟降車外壁改修工事を実施。

## 児童数
| 年度（年）     | 児童数（人） |
| 1889（明治22） | 202          |
| 1925（大正14） | 416          |
| 1947（昭和27） | 396          |
| 1980（昭和55） | 575          |
| 2008（平成20） | 495          |
| 2024 (令和06)  | 588          |

『嬉野町史』による。

## 交通
- 近鉄山田線伊勢中川駅西口より徒歩約10分（約826m）。